# Histoire de Saint-Martin
Pour un article plus général, voir Saint-Martin (île).

Carte de Saint-Martin.

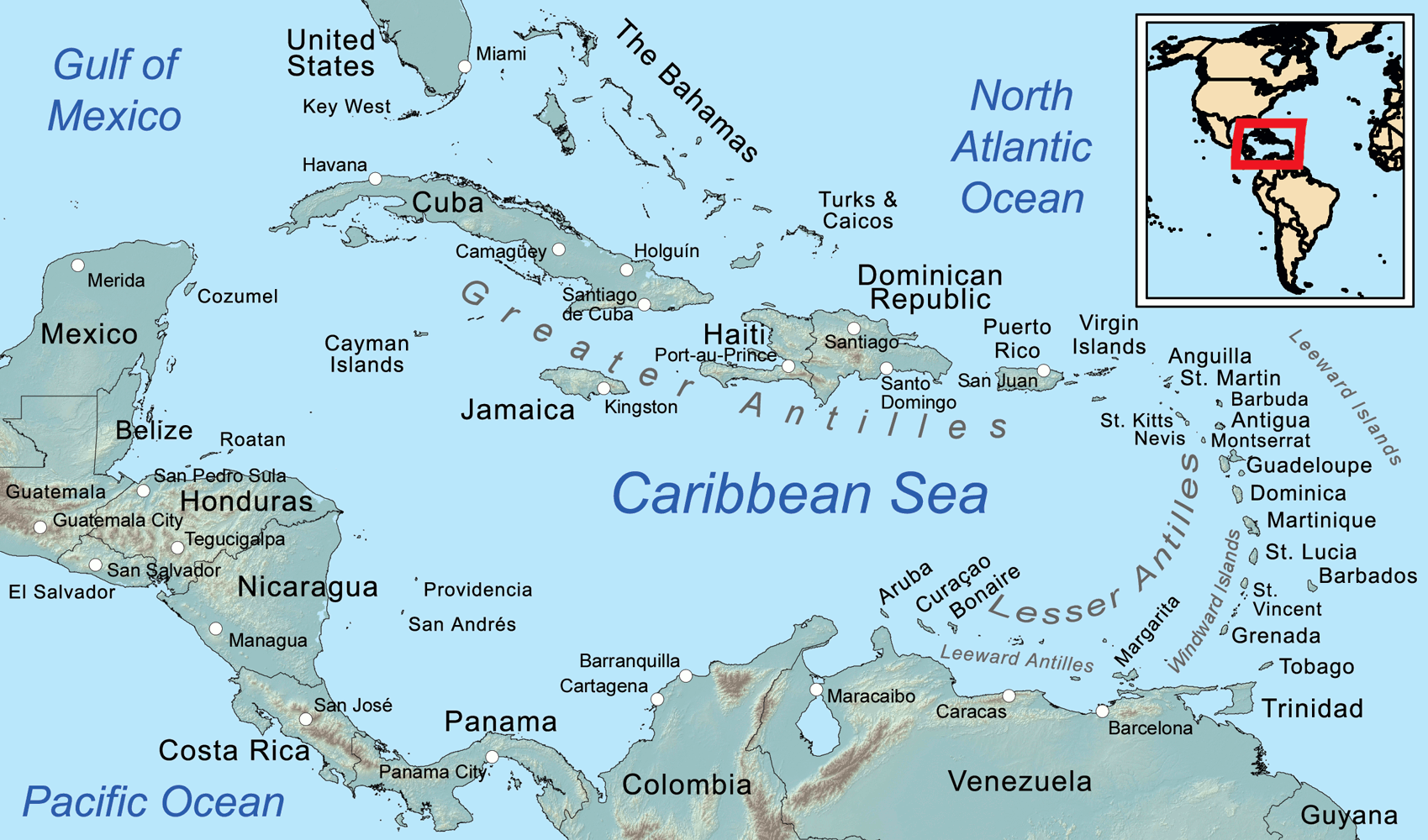
Espace caraïbe

Cet article relate les faits saillants de l'histoire de Saint-Martin, un territoire français situé dans les Caraïbes, dans la partie nord de l’île de Saint-Martin, d'une superficie de 53,2 km2 et d'une population de 31 477 habitants au dernier recensement (2021).
Ce territoire a le statut de  collectivité d'outre-mer française depuis le 15 juillet 2007.
L'autre moitié de l'île de Saint-Martin, Saint-Martin (royaume des Pays-Bas), a une histoire partiellement commune.

## Période pré-coloniale (avant 1620)
- Périodisation précolombienne :
  - 3000 AEC - 100 : Mésoindien
  - 400 AEC - 960 : Néoindien ancien
  - 660 AEC - 1600 : Néoindien récent
- Lieux de fouille : Hope estate, Baie-rouge, Baie-orientale, ...
- Populations : Amérindiens des Antilles (Ciboneys), Saladoïdes (Arawaks), Suazoïdes (Kalinago)[2]...

## Période coloniale (après 1620)

### XVIIesiècle
À partir de 1624, depuis l'île proche de Saint-Christophe des Français s'installent sur la côte Est de Saint-Martin au lieu-dit "Orléans" pour cultiver du tabac. Ils sont possiblement issus des 80 Français rescapés d'une expédition en Guyane conduite par le Lyonnais Henri de Chantail. 
En 1626, le capitaine corsaire Pierre Belain sieur d'Esnambuc et son associé rouennais Urbain du Roissey, sieur de Chardonville, sous les ordres du cardinal de Richelieu créent la Compagnie de Saint-Christophe chargée d'établir une colonisation française dans cette zone. L'expédition part du Havre en 1627. Parmi l'équipage, figure Claude de Beulayne, cité plus tard comme honorable escuyer, sieur de Saint-Martin, capitaine de milices. Il serait le premier commandant officiel de la partie française.
- En septembre 1629, à la suite de l'attaque de l'île Saint-Christophe par les Espagnols, trois semaines après leur fuite, les Français atteignent Saint-Martin.
Roissey y soudoie l'un des capitaines de navire et le convainc de retourner en France (le cardinal de Richelieu le fait embastiller). Entre-temps, le capitaine Pierre Belain, sieur d'Esnambuc, disperse ses hommes sur Anguilla et Saint-Barthélemy puis se rend à Antigua où il trouve le capitaine Giron. Ce dernier va alors à Saint-Christophe dont les colons restants, en majorité anglais, lui refusent l'accès. Giron capture alors deux navires anglais, revient avec 350 Français et les rétablit sur leur terre sans tirer un coup de feu.
- En juin 1633 une flotte espagnole de 55 navires et 1 300 hommes, attaque le fort hollandais (Fort Amsterdam) construit sur la presqu'île de Grande-Baie au sud de l'île. Ils capturent les soldats, dispersent les civils qui récoltaient le sel de la saline et installent 250 soldats et une cinquantaine d'auxiliaires sur ce fort qu'ils renforceront.
- Le 12 février 1635 est fondée la compagnie des îles d'Amérique qui remplace la précédente. 
Quelques Français cultivent du tabac sur la partie orientale de l'île Saint-Martin malgré la présence d'une garnison espagnole au Sud, dans un fort à l'emplacement du dit Fort Amsterdam.
- 1648 : à la suite du traité de Münster (janvier 1648) les Espagnols démantèlent le fort et quittent Saint-Martin. Le 23 mars, à la suite d'une confrontation, signature franco-hollandaise du traité de Concordia qui acte la séparation de l'île entre ces deux nations.
- 1651-1665 : La partie française de l'île Saint-Martin est sous le contrôle des Hospitaliers de l'ordre de Saint-Jean de Jérusalem.
- 1672 à 1679 : occupation temporaire anglaise (guerre de Hollande).
- 1676, le 22 juin attaque[5] d'une escadre néerlandaise par la plage de la Baie-Orientale, 1 200 soldats ravagent la partie française, comme ils l'avaient fait à Cayenne et Marie-Galante.
- 1689 : les Anglais évacuent les habitants français vers Saint-Christophe (guerre de la Ligue d'Augsbourg).
- 1697 Paix de Ryswick : les habitants français sont autorisés à retourner à Saint-Martin.

### XVIIIesiècle
- 1703 : le gouverneur de Saint-Eustache chasse les Français (guerre de Succession d'Espagne).
- 1706 : reconquête de l'île par un corps expéditionnaire français.
- 1717 : à la suite du traités d'Utrecht (1713), le commandant François Lauriol reprend officiellement la partie française de Saint-Martin.
- 1734 : à Saint-Martin, traité franco-hollandais de neutralité, qui mécontente les Anglais[6].
- 1740 à 1748 : pillages et spoliations par les Anglais. En 1744 lors de la (guerre de Succession d'Autriche), John Philips, le gouverneur de la partie hollandaise, trahit le traité de 1734 en laissant les troupes britanniques débarquer pour attaquer les Français à revers. Toute la population française est expulsée hors de l'île, elle ne reviendra qu'après la paix à la suite du traité d'Aix-la-Chapelle (1748).
- 1750 : construction du fort Louis qui domine le village de Marigot et sa baie.
- 1756 à 1763 : raids des britanniques d'Anguilla (guerre de Sept Ans).
- 1781 à 1783 : occupation britannique à cause de la guerre d'indépendance des États-Unis.
- 1794 : occupation britannique (guerre de la Révolution française).
- 1796 : Victor Hugues arrive de Guadeloupe et refoule les Britanniques, y compris de la zone hollandaise. Le commissaire de la république Pierre-Charles Dormoy séquestre les biens appartenant aux sujets britanniques et épouse Ann Bayley, la plus riche propriétaire.
- 1798-1800 : Victor Hugues met en place les Corsaires de la République (pendant la « Quasi-guerre »).
- 1800 : les habitants se livrent aux Britanniques (période française du Consulat).

### XIXesiècle
- 1810 à 1815 : occupation britannique (guerres napoléoniennes).
- 1816 : par le traité de Paris, les Britanniques rétrocèdent la partie française de Saint-Martin à la souveraineté française. 
Le régime juridique appliqué en Guadeloupe y devient alors en théorie applicable.
- Une convention franco-hollandaise du 28 novembre 1839 précise l'application des accords de Concordia signés en 1648.
- 1848 : seconde abolition officielle de l'esclavage (mais déjà pratiquement de fait en partie française).
Mery d'Arcy ouvre les premières salines industrielles sur Grand-Case et l'étang Chevrise. L'année suivante, c'est Beauperthuy aux salines d'Orient.
- 1850 : devant l'isolement et le manque de ressources de l'île, le Conseil privé de la Guadeloupe adopte le 11 février une délibération approuvant un arrêté qui « concède à la dépendance de Saint-Martin de nouvelles immunités commerciales, ainsi que des faveurs nouvelles pour encourager l'exploitation de ses salines ». 
Saint-Martin bénéficie donc, comme Saint-Barthélemy, d'un statut de port franc, où les droits de douane ne sont pas perçus.
- Avec la fin du siècle, malgré des productions de qualité (bovins, coton, rhum, sel), l'économie somnole de plus en plus. La France a toujours voulu conserver sa souveraineté territoriale sur cette petite colonie mais l'a considérée comme secondaire par rapport aux autres plus grandes îles françaises des Antilles. Ses ressources insuffisantes en sont sûrement la cause.

### XXesiècle
- Le gouvernement français se désintéresse de la colonie, sauf pour récupérer quelques soldats lors des deux guerres mondiales. De nombreux jeunes gens partent travailler à Curaçao (pétrole), en République dominicaine (canne à sucre), aux Îles Vierges des États-Unis ou aux États-Unis. Grande influence nord-américaine.
- De juillet 1940 à août 1944 :  la partie française de Saint-Martin est sous le régime de Vichy et dirigé par le gouverneur Constant Sorin en Guadeloupe ; la zone néerlandaise, fidèle à la reine Wilhelmine des Pays-Bas en exil, est associée aux Alliés.
- 1963 : 
  - l'île devient une sous-préfecture.
  - début de l'électrification.
  - premier établissement bancaire ouvert par le Crédit agricole.
- 1965 : début de l'industrie touristique. Première usine de dessalement.
- 1972 : ouverture de l'aéroport de Grand-Case.
- 1979 : première rediffusion de la télévision française.
- 1981 : premier atterrissage du Concorde sur l'île (à l'aérodrome Juliana), venu pour la promotion du projet "Port Caraïbes" à la Baie-Orientale.
- 1983 : première étude d'impact sur la partie française[7],[8], (géographique, historique, sociologique, économique, ...), par Yves Monnier (université Paris-XII).
- 198? : dernier voyage du navire mixte (cargo/passager) le Delgrès entre Saint-Martin (Marigot) et la Guadeloupe (Pointe-à-Pitre).
- 1986 : loi de défiscalisation dite loi Pons (essor économique). Première émission de radio locale.
- 1989, 16 décembre : rencontre des présidents français François Mitterrand et américain George H. W. Bush, à l'Anse-Marcel[9].
- 1991 : dépression économique pendant la guerre du Golfe.
- 1994 : première étude historique publiée à propos des habitations sucrières de Saint-Martin, par Parisis Denise & Henri[5].
- 1995, 5 septembre : dévastation par l'Luis et reconstruction.
- 1998, 3 septembre : décret national de création de la réserve naturelle marine de Saint-Martin.

### XXIesiècle
- 2002, le 1er janvier : introduction de l'euro, suivi de l'abandon progressif du franc français (FF).
- 2003 : dépression économique avec la guerre d'Irak.
Lors du référendum du 7 décembre 2003, avec un taux de participation de 44,18 %, 76,17 % des suffrages exprimés se prononcent en faveur du changement de statut autorisé par l'article 74 de la constitution française, qui prévoit l'évolution de la commune en collectivité d'outre-mer.
- 2007, le 7 février : la loi organique créant la nouvelle collectivité est adoptée par le Parlement français (loi no 2007-223 du 21/02/2007).
- 2008, le 21 septembre : élection du premier sénateur représentant la partie française de Saint-Martin. Louis-Constant Fleming est élu par des grands électeurs par  17 voix sur 24[10].
- 2010, le 10 octobre : l'État des Antilles néerlandaises est officiellement dissous et Saint-Martin devient un État autonome du Royaume des Pays-Bas tout comme Curaçao.
- 2012, les 10 et 17 juin : élection de Daniel Gibbs, premier député français représentant Saint-Martin et Saint-Barthélemy.
- 2014, nuit du 13 au 14 octobre : passage de l'ouragan Gonzalo (Catégorie 1).
- 2015, le 8 mai : visite protocolaire de quelques heures du Président François Hollande.
- 2017, le 6 septembre : Saint-Martin est ravagée par l'ouragan Irma, l'un des plus puissants jamais enregistrés dans l'Atlantique Nord, avec l'œil (de 50 km de diamètre) qui englobe pendant environ une heure la totalité de l'île[11].

### Vidéographie
- « L'histoire et la légende de la colonisation française à Saint-Martin » [vidéo], sur ina.fr, RFO, 1er janvier 1983
- « L'identité des habitants de Saint-Martin » [vidéo], sur ina.fr, RFO, 1er janvier 1983

#### Saint-Martin
- Île de Saint-Martin
- Bibliographie sur Saint-Martin, Chronologie de l'esclavage
- Liste des anciennes sucreries de Saint-Martin
- Politique à Saint-Martin
  - Listes des dirigeants de Saint-Martin (Antilles françaises)
  - Liste des gouverneurs généraux des Antilles françaises (1762-1983)
  - Liste des sous-préfets et préfets délégués de Saint-Martin et de Saint-Barthélemy (1962-présent)
  - Liste des présidents du Conseil territorial (2007-présent)
- Saint-Martin (royaume des Pays-Bas)